# Cinemes Texas

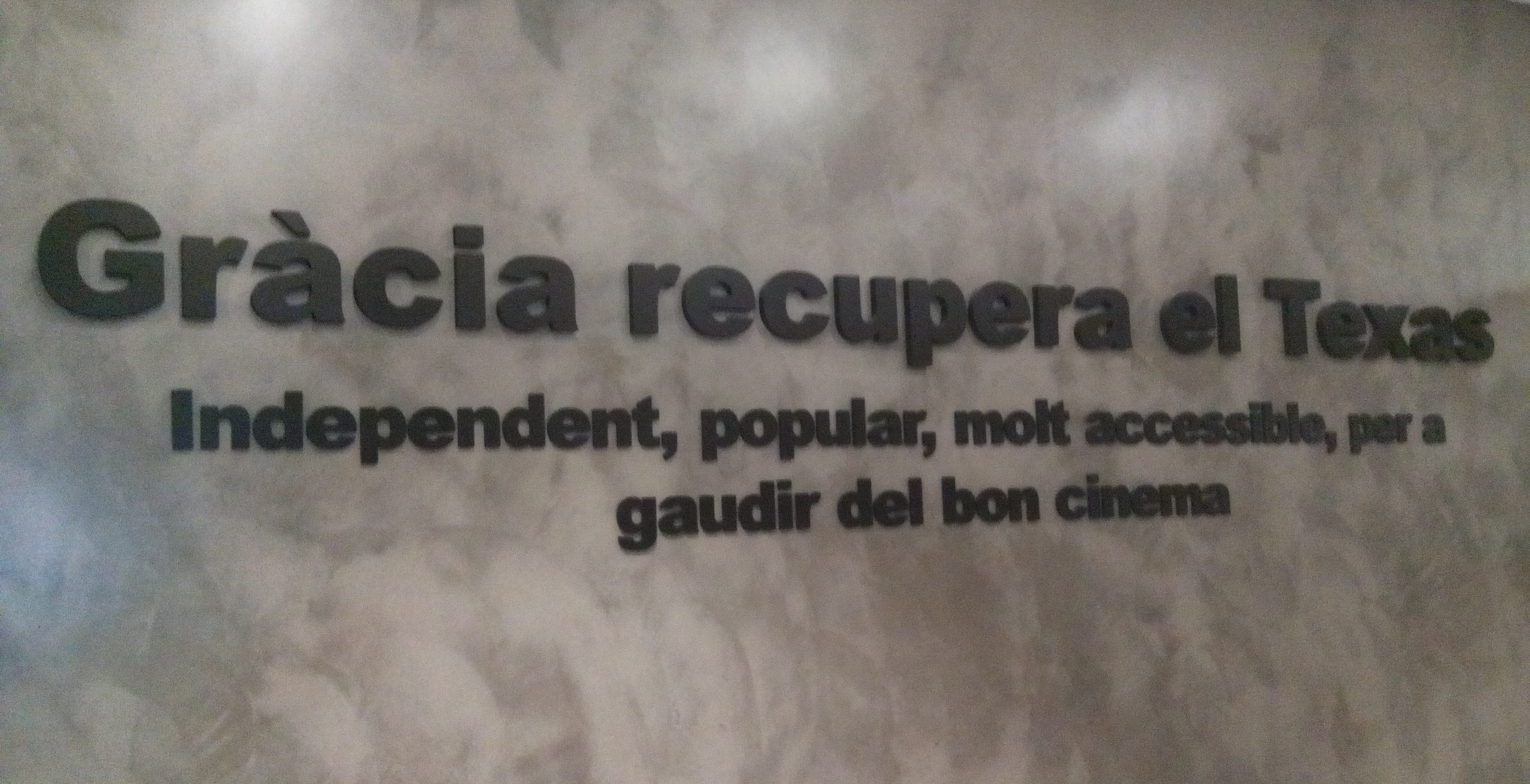
Inscripció als Cinemes Texas

Els Cinemes Texas, actualment Espai Texas, són unes sales de cinema ubicades al carrer de Bailèn, 205, de Barcelona. Ocupen el mateix espai on anteriorment s'ubicaven els antics cinemes Lauren Gràcia. Anteriorment als cinemes Lauren Gràcia ja existia el Cinema Texas com a cinema de barri de reestrenes en sessió contínua amb una única sala.
Es van obrir el 17 de setembre de 2014, impulsats pel cineasta Ventura Pons, i s'hi va programar principalment reestrenes en versió original subtitulada al català i també pel·lícules infantils doblades al català. També s'oferien maratons temàtiques, sessions amb presentació i recuperació de clàssics del cinema. El 2017, es van obrir uns cinemes amb la mateixa filosofia a València, els AlbaTexas.
Des del 18 de setembre de 2014 i fins al setembre de 2016 els Cinemes Texas van projectar 285 films en VOSC i 91 pel·lícules infantils doblades al català, amb el suport de la Direcció General de Política Lingüística. Prop de 400.000 espectadors van assistir a les seves projeccions. El 2016 varen ser elegits com les millors sales de cinema de l'Estat espanyol per Europa Cinemas.
L'espai disposava de 4 sales equipades amb projectors digitals 2D, IMS2000 Dolby Doremi amb processador Christie CP2208. El conjunt oferia 540 butaques i cada sala estava dedicada a una personalitat relacionada amb el cinema català: Néstor Almendros, Bigas Luna, Francesc Rovira i José Luis Guarner.
L'octubre de 2020 es va fer pública la notícia del tancament d'aquests cinemes, els quals ja no obrien des del març del mateix any a causa de la crisi sanitària de la COVID-19. Des que es va fer pública la notícia, els veïns del barri de Gràcia no van parar de mobilitzar-se amb el propòsit de salvar un dels projectes més emblemàtics i vitals del barri. D'entre altres coses, van dur a terme una recollida de firmes i van elaborar un manifest.
El 27 d'octubre de 2023, el nou Espai Texas de Gràcia va reobrir de la mà d'Isona Passola amb dues sales de cinema, una sala de teatre amb 200 localitats i un bar, i oferint una programació íntegrament en català, combinant pel·lícules populars i de producció europea, estrenes i reestrenes.